# 垂直応力
垂直応力（すいちょくおうりょく、英: normal stress）とは、固体内部のある面の垂直方向に作用する応力のこと。固体に外力P が作用するとき、外力P に垂直な面による固体の断面積をA とすると、その面における垂直応力σは
{\displaystyle \sigma ={\frac {P}{A}}}
で表される。
静止状態にある流体には垂直応力のみが作用しており、せん断応力は存在しない。
垂直応力が押し合う場合を圧力、引き合う場合を張力という。